# Антуан Рейнартц
Антуан Рейнартц (фр. Antoine Reinartz; нар. 1985, Номені, Франція) — французький актор.

## Біографія
Антуан Рейнартц народився у 1985 році в Номені, що в департаменті Мерт і Мозель у Франції; має п'ятьох братів і сестер. У юнацькі роки він вступив до театру ліцею Фредерика Шопена та паралельно навчався в консерваторії Нансі. Потім він отримав ступінь магістра з управління солідарністю в Ніцці, Нью-Йорку та Наґої, та приєднався до кількох об'єднань, таких як Федерація акторської солідарності (фр. Fédération des acteurs de la solidarité, FNARS).
У 2008 році Рейнартц почав виступати як актор в Театрі-студії Аньєр (фр. Studio-théâtre d'Asnières), потім навчався у Вищій школі виконавських мистецтв у Лозанні (Швейцарія), а в 2014 році закінчив Паризьку консерваторію драматичного мистецтва.
По закінченні консерваторії Антуан Рейнартц грає на театральних сценах, спочатку за кордоном, потім у Франції, зокрема в «Подіях» у партнерстві з Роман Боринже.
У кіно Антуан Рейнартц, починаючи з початку 2010-х років, зіграв близько 10-ти ролей, як у  короткометражних, так і в повнометражних фільмах. У 2017 році він виконав роль Тібо у стрічці Робена Кампійо «120 ударів на хвилину», за яку у 2018 році отримав французьку національну кінопремію «Сезар» в номінації «Найкращий актор другого плану».

## Фільмографія
| Рік  |   | Українська назва           | Оригінальна назва         | Роль   |
| ---- | - | -------------------------- | ------------------------- | ------ |
| 2015 | ф | Коли я не сплю             | Quand je ne dors pas      | Макс   |
| 2016 | ф | Біди Софі                  | Les malheurs de Sophie    |        |
| 2017 | ф | 120 ударів на хвилину      | 120 battements par minute | Тібо   |
| 2017 | ф | Ми молоді і наші дні довгі |                           | Жеремі |
| 2018 | ф | Електронна книга           | E-Book                    |        |
| 2023 | ф | Анатомія падіння           | Anatomie d'une chute      | юрист  |

## Визнання
| Нагороди та номінації Антуана Рейнартца | Нагороди та номінації Антуана Рейнартца | Нагороди та номінації Антуана Рейнартца | Нагороди та номінації Антуана Рейнартца |
| Рік                                     | Категорія                               | Фільм                                   | Результат                               |
| --------------------------------------- | --------------------------------------- | --------------------------------------- | --------------------------------------- |
| Премія «Сезар»                          |                                         |                                         |                                         |
| 2018                                    | Найкращий актор другого плану           | 120 ударів на хвилину                   | Перемога                                |